# سيوتانتو تان
سيوتانتو تان (بالإندونيسية: Sutanto Tan)‏ (4 مايو 1994 ببيكانبارو في إندونيسيا - ) هو لاعب كرة قدم إندونيسي في مركز الهجوم. لعب مع بالي يونايتد.

## روابط خارجية
- سيوتانتو تان على موقع قاعدة بيانات كرة القدم.إي يو (الإنجليزية)
- سيوتانتو تان على موقع Soccerway.com (الإنجليزية)